# 光线映射
光照图（lightmap），或稱光线映射，是包含了電子游戏中面的光照信息的一种三維引擎的光强数据。光照图是预先计算好的，而且用在静态目标上（static objects，在三维引擎里是区别于动态目标（dynamic object）的一种分类）。《Quake》是第一个使用光照图来加速渲染速度的電子游戏，同时这样做也可以避免地面的变形。